# 玛蒂娜·辛吉斯
（1980年9月30日—），瑞士前職業網球運動員，單打最高世界排名第一，五座大滿貫得主，國際網球名人堂成員。
辛吉絲在個人鼎盛时期的1997年至1999年里，單打及雙打同时排名世界第一，更创下多项至今仍保持的“最年轻选手纪录”：网球史上最年轻的大满贯单打桂冠得主（16岁3个月，1997年澳網）、最年轻的单打世界第一宝座登顶者（16岁5个月，1997年3月31日）等。
辛吉絲在澳大利亞網球公開賽的表現尤其出色：連續6年進入澳網女單決赛（1997～2002）、澳網女單及女雙均獲得3連冠（1997～1999），女子單打、女子雙打及混合雙打均奪冠等；而且退役後的辛吉絲數度應邀擔任澳網女單決赛頒獎嘉賓。在二度復出後，於2015年再度獲得澳網混雙冠軍。

## 家庭和個人生活
辛吉斯的母亲Melanie Molitorová（捷克人），父亲Károly Hingis（斯洛伐克人）都是网球运动员，其中她的母亲曾经是捷克斯洛伐克女子网球选手的第10名。由于父母都是捷克斯洛伐克著名网球皇后玛蒂娜·纳芙拉蒂洛娃的球迷，因此将女儿取了同样的名字（玛蒂娜）。
在辛吉斯幼年的时候，父母离婚，之后她随着母亲到摩拉維亞住过一段时期，后来两人又迁居至瑞士。
辛吉斯从二岁起就开始学习网球，並在四岁的时候参加了首次比赛。

## 網球生涯

### 早年（1993–1996）

玛蒂娜·辛吉斯與双打拍檔安娜·库尔尼科娃

1993年，12岁的辛吉斯夺得了法网少年组女子单打冠军，创造了最年轻的大满贯冠军选手纪录。
1994年，她再次夺得法网少年组冠军，首次夺得温布尔登少年组冠军，並成为少年组选手的世界排名第一。當年10月，刚度过14岁生日的辛吉斯开始了正式职业生涯。
1995年，她在澳网比赛中上击败对手，进入第二轮，这使她成为大满贯赛事上取得单场比赛胜利的最年轻选手。
被昵称为“瑞士公主”的辛吉斯以其迷人的气质和出色的战绩赢得了大批球迷。与他的众多对手相比，辛吉斯在力量上並无优势，但是她以流畅的步伐、精确的底线抽球、上网技术和出色的判断能力弥补了自己的不足。辛吉斯青春活泼的形象在一时间倾倒了大众。她曾经两次被著名杂志《男人帮》（FHM）评选为最性感的100名女性，另外她與在90年代末期和2000年代早期的双打合作伙伴安娜·库尔尼科娃也是极具魅力的网球选手。
1996年，15岁零九个月的辛吉斯与海伦娜·苏科娃夺得了温布尔登女子双打冠军，从而成为历史上最年轻的温布尔登冠军得主。同年，她也在德国菲尔德施塔特大奖赛上获得生涯首个WTA級单打冠军。在美网比赛中，辛吉斯进入到单打比赛的半決赛，之后又在当年的WTA年终赛中输给了德國女網霸主施特菲·格拉芙而屈居亚军。

### 世界第一和大满贯辉煌（1997–2000）
1997年1月，16岁零三个月的辛吉斯在澳网单打比赛中夺得桂冠，她在決賽以直落兩盤6-2，擊敗了1995年的前冠軍法國名將玛丽·皮尔斯，从而成为了20世纪最年轻的大满贯单打冠军。3月，她又成为史上最年轻的世界排名第一。同年7月，辛吉斯获得溫布頓冠军（決賽擊敗了好友捷克老將雅娜·诺沃特娜），成为继洛蒂·多德（Lottie Dod，1887年夺冠）之后最年轻的冠军女选手。当年年底，她在美网单打决赛中与另一位冉冉升起的網壇明日之星维纳斯·威廉姆斯对战，结果辛吉斯打败了后者，在一年中夺得三项大满贯赛事冠军。不過当年她唯一的遗憾是在法网决赛败给伊娃·马约利，从而失去了完成真正大滿貫的机会。該年她總共獲得三個大滿貫在內12個WTA巡迴賽單打冠軍（勝-負為75-5），她亦實至名歸地奪得當年的WTA年終世界排名第一。
进入1998年，辛吉斯的表現依然出色。她完成四大滿貫的全部双打冠军（澳网中与米里亚娜·卢契奇（Mirjana Lucic）合作，其他三项比赛則与诺沃特娜合作），成了女子雙打的真正大滿貫，並成为史上同时在单打和双打中排名世界第一的三名选手之一。同年，辛吉斯也在澳网单打决赛中击败西班牙名將孔奇塔·马丁内斯，蝉联冠军，但在美网单打决赛中输给了當時未成氣候的美国選手林赛·达文波特。同年10月，达文波特终于从连续80周排名世界第一的辛吉斯手中夺得了世界第一的称号。但在同年年底，辛吉斯又在WTA年终赛中击败了这位宿敵，並以WTA年終世界排名第二結束球季。
1999年，辛吉斯第三次获得澳网单打冠军，她在決賽擊敗法國球員阿梅莉·毛瑞斯莫，但是由于辛吉斯在賽後公开說對手是女同性戀者和半個男人，引起长期以来的巨大争议，后来对方在网坛多年沉浮辛酸，普遍公认的关键原因之一即是人们的各种流言蜚语导致其心理压力巨大沉重。同年法网决赛中，辛吉斯再与老将格拉芙对战。在第二盘中她曾有賽末發球局,離冠軍僅只三分之隔，但是最终以6-4, 5-7, 2-6的比分输给了對手。在美網決赛中，辛吉斯仍然遗憾地输给了未來的女網霸主塞雷娜·威廉姆斯，讓她開啟生涯第一座大滿貫冠軍。在年底的WTA年终赛中再次输给达文波特。當年，辛吉斯依然憑藉全年獲得連澳網在內共七項單打賽事冠军和兩座大滿貫單打賽事亞軍，最終重奪WTA年終世界排名第一的位置。
2000年，辛吉斯连续第四次打入澳网单打决赛，澳网三连冠卻被达文波特终止。尽管当年辛吉斯没有获得任何一项大满贯赛事冠军，但她依然獲得了九项WTA女單赛事（其中五項是一級賽）和WTA年终赛的冠军，保持了WTA年終世界排名第一。

### 因伤退役（2001–2003）
2001年，辛吉斯连续第五次打入澳网单打决赛，但是她卻以6-4, 6-3输给了珍妮弗·卡普里亚蒂。同年較早时候，辛吉斯结束了与她母亲的教练关系，但在法网比赛舉行前2个月又改變心意。10月，辛吉斯接受了右足踝关节的外科手术。
伤后复出的辛吉斯在2002年仍奇迹般地连续第六次打入澳网决赛，这次的对手依然是卡普里亚蒂。辛吉斯在第一盤4-0领先的大好形势下，最终以4-6, 7-6, 6-2再次将冠军拱手让给了对手。同年5月，辛吉斯又对左脚的踝关节进行了一次手术。此后尽管她仍然参加比赛，但始终无法恢复到最佳状态。她的私人医生认为她仍然能够比赛，並且许多舆论认为辛吉斯的悲剧是由于崇尚力量型选手的现代网球比赛造成的（辛吉斯的对手如达文波特、维纳斯·威廉姆斯、卡普里亚蒂，海宁与克里斯特尔斯……等）。
2003年，饱受踝关节伤痛折磨的辛吉斯在输掉多场比赛之后宣布退役。截止到当时，她共获得了40项单打冠军和36个双打冠军。她总共保持了209周的女子單打世界排名第一。

### 重返网坛（2006–2007）

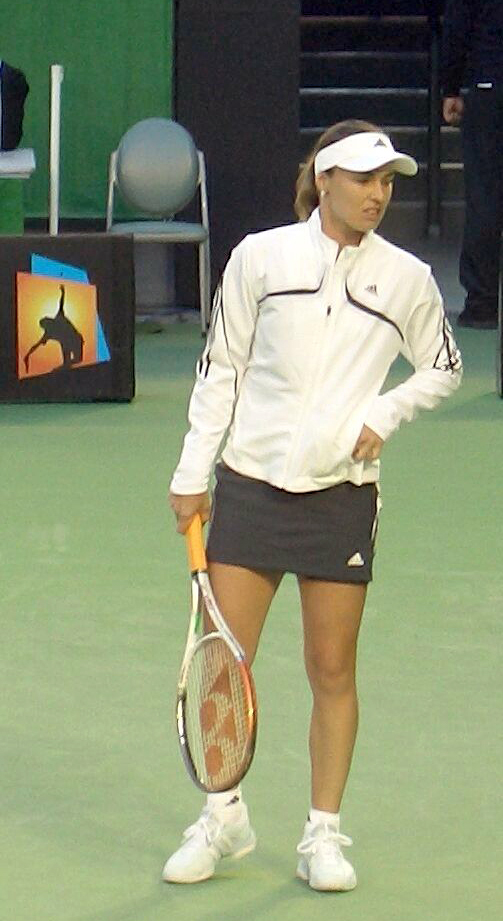
玛蒂娜·辛吉斯復出後參加2006年澳大利亞網球公開賽

2005年2月，辛吉斯在泰国芭堤雅的一次网球比赛中复出，但是在第一轮就被淘汰。之后，她隨即宣布不会再尝试返回网坛。
2005年7月，辛吉斯又参加了美國國內的世界團體網球賽（World Team Tennis）比赛，並进行单打、双打和混双等赛事。她为纽约体育时报队创造了18-1的优异成绩，帮助该队夺得了最后冠军，同时她个人也当选该项赛事的最有价值球员。在这个赛季，她战胜过两位世界排名前100名的选手，並在7月7日战胜了玛蒂娜·纳芙拉蒂洛娃。这些成绩再次让球迷燃起了希望。
2005年11月29日，辛吉斯宣佈將在2006年的SonyEricsson WTA赛事中全面复出。她说：

|  | 伤痛缩短了我的职业生涯並且迫使我退出网坛，对此我非常痛苦。在球场之外，我也度过了一段不一样的日子，也体验到了生活的另一侧面。但是，我依然想念着比赛，並希望能像网球运动员的最高境界发起冲击。同时，我也想看看自己是否能够与现今的顶尖高手们抗衡到底。 |

此后，辛吉斯在Mondial澳洲黃金海岸女子硬地赛中亮相。她在第一轮中轻松地击败了委内瑞拉选手玛丽亚·本托-卡夫奇，此后又以6-3, 6-2击败了世界排名第35的捷克选手克拉拉·扎科帕洛娃。但在之後的比赛中，意大利选手弗拉维娅·彭内塔（當時是WTA世界排名23的選手）击败了疲劳的辛吉斯。辛吉斯又参加了悉尼国际网球赛，但在首场比赛中就输给了前世界第一的。辛吉斯在重返网坛后，當時她的世界排名是第349名。
2006年澳大利亚網球公開賽中，辛吉斯表現出色，擊敗了多名對手，最终在四份之一决赛中输给了比利時名將，止步于八强阶段。另一方面她與印度男網球手马赫什·布帕蒂夥檔組合參加混雙賽事，最後擊敗多個對手而奪得復出後的首個錦標。
同年的，辛吉斯進入了其復出後的首個一級賽決賽（東京泛太平洋站），她在半決赛擊敗了新一代美少女玛丽亚·莎拉波娃 ，卻在決賽被另一位俄羅斯球員擊敗而無緣冠軍。
在法網公開賽女單賽事中，辛吉斯亦進入了八強，無獨有偶，她亦在八強输给了克萊斯特絲。

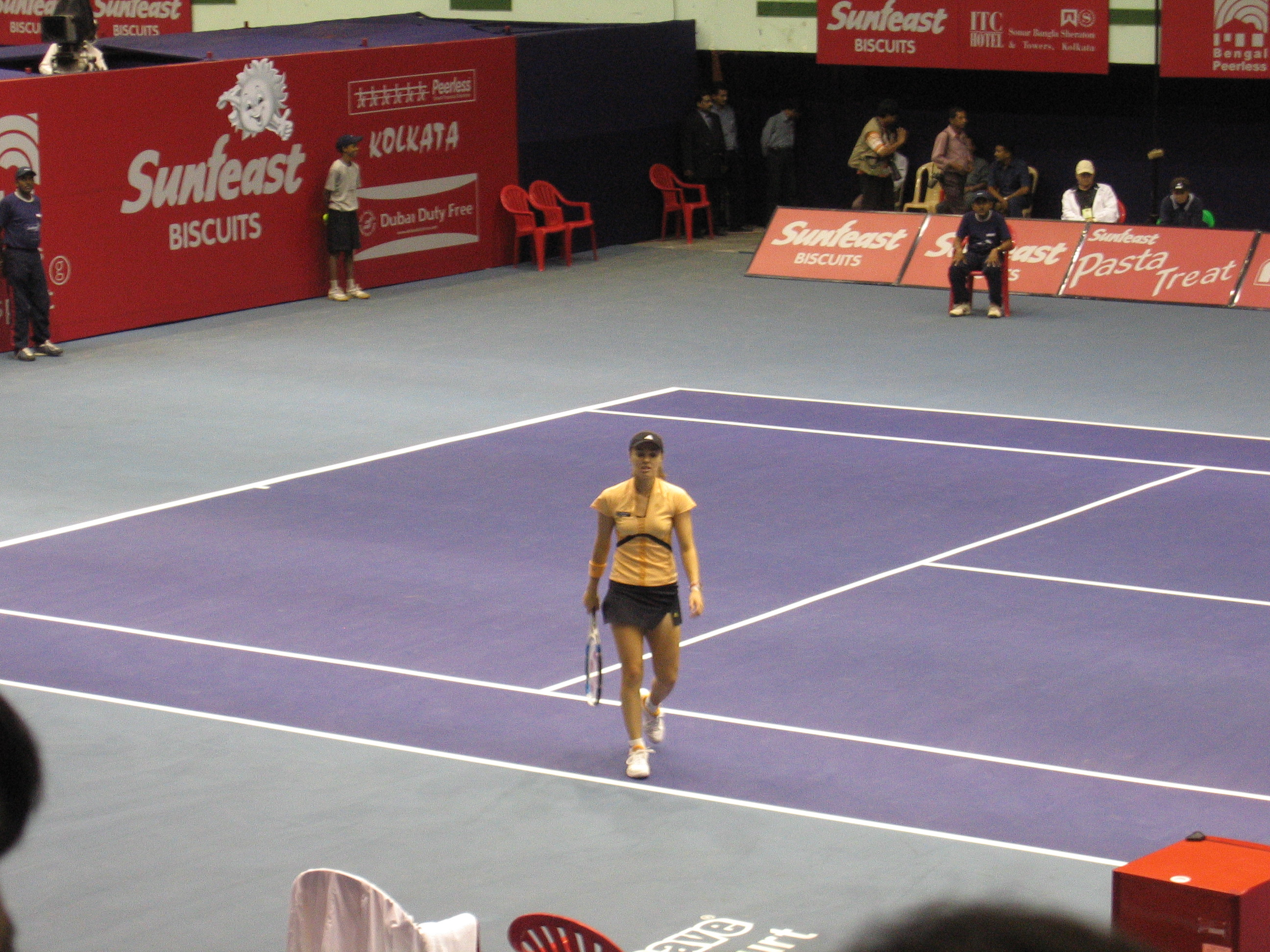
玛蒂娜·辛吉斯復出後在印度贏得個人復出後第二個WTA女單冠軍

辛吉斯的第500場女單勝仗在羅馬一級賽的紅土賽事的八強中取得，對手正是她今年全面復出後首位擊敗她的意大利选手Flavia Pennetta 。辛吉斯亦順利進入了該賽事的決賽，5月21日，辛吉斯在決賽以6-2, 7-5擊敗俄羅斯球員，奪得復出後首個WTA女單冠軍。
在北美硬地賽季中，辛吉斯亦進入了今年第三個一級賽決賽 - 蒙特利尔站的罗杰斯盃，決賽負於塞爾維亞球員伊萬諾維奇。
9月24日，她在印度加爾各答贏得個人復出後第二個WTA女單冠軍，準決賽以6-1, 6-0橫掃東道主美少女球員，決賽以6-0, 6-4力壓俄羅斯非種子球員波特乔科娃奪標。
辛吉斯全面復出後，擊敗過的世界排名前十球員包括莎拉波娃、德門提耶娃、达文波特、维纳斯·威廉姆斯和。
辛吉斯復出後憑著表現出色，在2006年10月23日公佈的WTA世界排名中，由2005年的沒有排名升上至年底最高的第7名（冠軍排名亦為第7名）。她亦因此取得了WTA年終賽參賽資格，她在年終賽黃組分組賽首場以比數2-6,7-6(7-5),1-6負於比利時球后，第二場則以比數6-4,3-6,6-3擊敗俄羅斯對手保持出線四強機會，卻在最後一場分組賽負於莫瑞絲摩，而未能出線最後四強。年終世界排名亦為第7名。
2007年澳大利亚網球公開賽中，辛吉斯最终在四份之一决赛中输给了比利時名將克萊斯特絲。在稍後舉行的东京泛太平洋一級賽中，辛吉斯擊敗衛冕冠軍俄羅斯球員德門提耶娃 ，並在決賽以6-4, 6-2擊敗塞爾維亞球員伊萬諾維奇奪得今年首個WTA單打冠軍。復出後的辛吉斯至今最高世界排名為現時的第六位。
2007年11月3日疑服可卡因軒芝絲掛拍。前世界網球「一姐」、曾五奪大滿貫冠軍的瑞士網球明星軒芝絲，承認於今年的溫布頓網球賽未能通過可卡因測試，宣布退出球壇。
辛吉絲曾說日常生活其實更喜歡馬術，但她的網球天份仍讓她成為網壇明星，辛吉絲靠技巧與頭腦打球的本事有別於之後許多仰賴蠻力的選手。
2012年奧運會前，瑞士球手曾邀請辛吉絲合作出戰混雙項目，但被她婉拒，理由是感到自己的技術大不如前和不想連累前者出戰單打。

### 再返網壇（2013–2017）

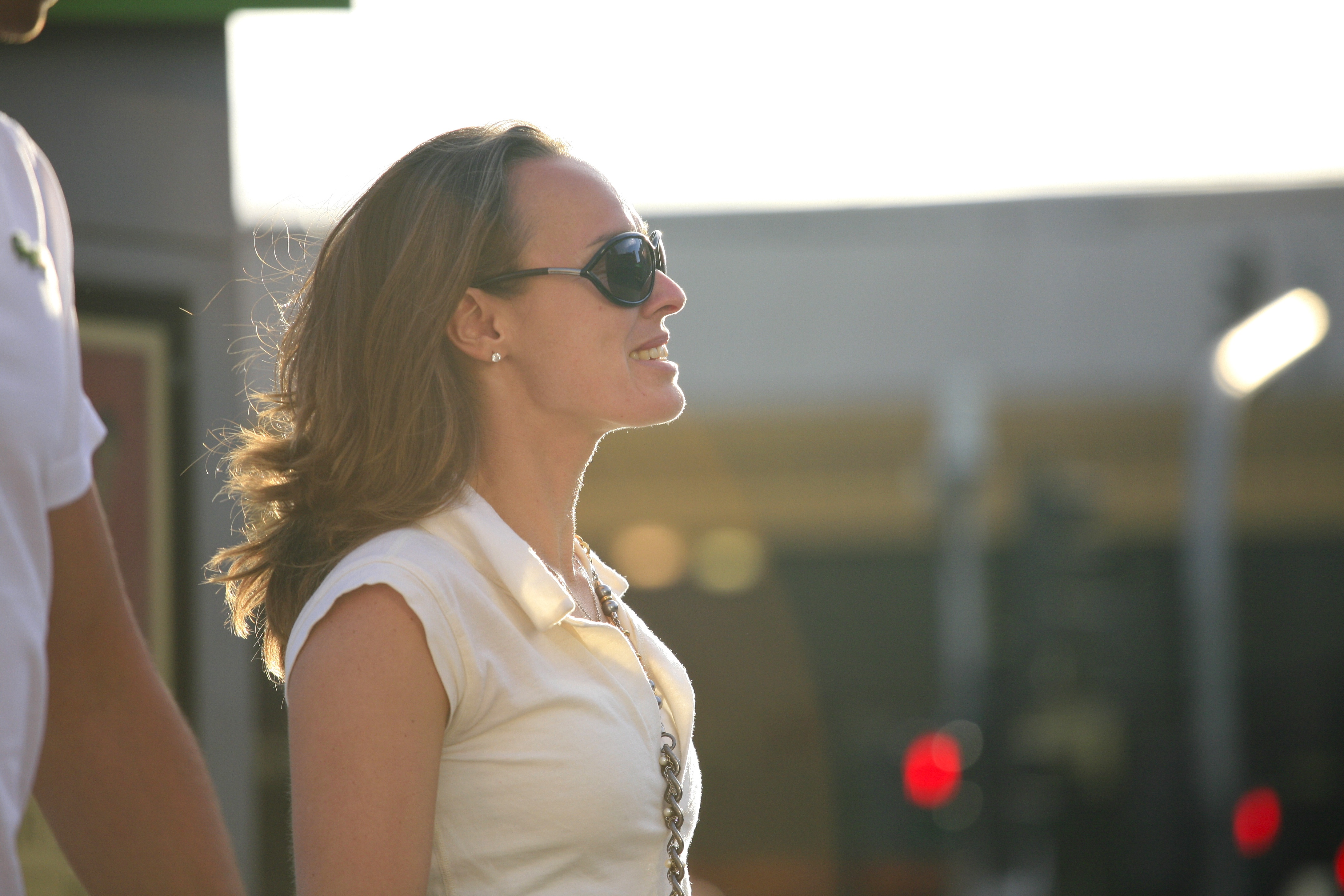
2013年的辛吉絲

2013年的夏天，辛吉絲重返網壇，但她表示僅會角逐雙打賽事。
2014年邁阿密大師賽，辛吉絲與她的指導球員莉絲姬搭檔女雙，持外卡角逐后座，她們一路打落兩個種子組合，晉級了決賽，這是辛吉絲自2007年杜哈女網賽後，再度挺進決賽，將要與大會第二種子韋斯寧娜與瑪卡洛娃角逐生涯第38座WTA女雙冠軍。
2014年美國網球公開賽，辛吉絲與潘妮塔搭檔，一路過關斬將晉級美網決賽，最終獲得美網女雙亞軍，這是她個人重新復出後的代表作。在WTA年終總決賽女雙組合角逐名單，最終與潘妮塔名列第9名，無緣參加年終賽，但兩人在極少的參賽數量之下便能衝高到如此的排名，十分不易。
2014年辛吉絲的女雙年終排名達到世界第11名。
2015年澳洲網球公開賽，辛吉絲再奪混雙冠軍，在生涯表現最好的大滿貫賽事再添一筆紀錄；而女雙也抵達八強，雙打世界排名在結束賽事後來到第七位。
2015年溫布頓網球公開賽女雙她與印度米爾莎（Sania Mirza）以5：7、7：6（7：4）、7：5逆轉俄國第2種子瑪卡洛娃（Ekaterina Makarova）／維絲妮娜（Elena Vesnina）封后,並在混雙項目和42歲的印度老將佩斯（Leander Paes）奪冠。這讓34歲的辛吉絲繼2004年布蕾克（Cara Black）之後，榮膺11年來首位包辦溫布頓錦標賽女雙和混雙雙料冠軍的不老傳奇。
2015美國網球公開賽，辛吉絲及印度米爾莎（Sania Mirza）在美網女雙決賽以6比3、6比3戰勝跨國組合澳洲選手德拉奎爾與哈薩克選手茜薇多娃，繼溫網之後再奪冠軍。
2016澳洲網球公開賽，辛吉絲與米爾莎再以7：6（7：1）、6：3打敗捷克第7種子赫拉瓦科娃（Andrea Hlavackova）／哈爾德卡（Lucie Hradecka）並締造36連勝、連奪8冠的亮眼紀錄
2016里約奥運會雙打搭檔同胞迪美雅·芭辛絲姬，以兩個6-4不敵俄羅斯組合瑪卡洛娃（Ekaterina Makarova）／維絲妮娜（Elena Vesnina）以銀牌作收，並正式和米爾莎拆夥結束1年多的傳奇合拍。
2017年年初搭檔台灣網球女將詹詠然，這對搭檔在2017年幾乎是無堅不摧的，奪下含美網公開賽在內的七座冠軍與季末19連勝(終止於WTA巡迴賽錦標賽四強戰)。
2017年WTA年終賽開賽前，宣佈賽後退休。辛吉絲的女雙年終排名以世界第一作為總結。

## 大满贯

### 女单冠军（5）
| 年份   | 比賽   | 場地 | 決賽對手        | 對手國籍 | 勝方比分      |
| ------ | ------ | ---- | --------------- | -------- | ------------- |
| 1997年 | 澳网   | 硬地 | 皮尔斯          | 法國     | 6–2、6–2      |
| 1997年 | 溫布頓 | 草地 | 诺沃特娜        | 捷克     | 2–6、6–3、6–3 |
| 1997年 | 美网   | 硬地 | 维纳斯·威廉姆斯 | 美國     | 6–0、6–4      |
| 1998年 | 澳网   | 硬地 | 马丁内斯        | 西班牙   | 6–3、6–3      |
| 1999年 | 澳网   | 硬地 | 毛瑞斯莫        | 法國     | 6–2、6–3      |

### 女单亚军（7）
| 年份   | 比賽 | 場地 | 決賽對手        | 對手國籍 | 勝方比分      |
| ------ | ---- | ---- | --------------- | -------- | ------------- |
| 1997年 | 法网 | 紅土 | 马约莉          | 克罗地亚 | 6–4, 6–2      |
| 1998年 | 美网 | 硬地 | 达文波特        | 美國     | 6–3、7–5      |
| 1999年 | 法网 | 紅土 | 格拉芙          | 德國     | 4–6、7–5、6–2 |
| 1999年 | 美网 | 硬地 | 塞雷娜·威廉姆斯 | 美國     | 6–3、7–6      |
| 2000年 | 澳网 | 硬地 | 达文波特        | 美國     | 6–1、7–5      |
| 2001年 | 澳网 | 硬地 | 卡普里亚蒂      | 美國     | 6–4、6–3      |
| 2002年 | 澳网 | 硬地 | 卡普里亚蒂      | 美國     | 4–6、7–6、6–2 |

## 戰績表
指引：
| W | F | SF | QF | #R | RR | LQ (Q#) | A | P | Z# | PO | SF-B | F-S | G | NMS | NH | NQ |

W：冠軍；F：亞軍；SF：四強；QF：八強；#R：前四輪；RR：小組賽；LQ：止步資格賽；A：缺席；P：比赛延期；Z#：戴维斯杯/联合会杯组别赛（#表示级别）；PO：參與戴維斯盃/联合会杯附加赛；SF-B：奧運會銅牌；F-S：奧運會銀牌；G：奧運會金牌；NMS：非ATP1000大師賽系列；NH：該賽事本年度未舉行；NQ：未入圍。

### 女子雙打
| 賽事   | 1994 | 1995 | 1996 | 1997 | 1998 | 1999 | 2000 | 2001 | 2002 | 2003–2006 | 2007 | 2008–2012 | 2013 | 2014 | 2015 | 2016 | 2017 | 奪冠率 | 勝–負 |
| ------ | ---- | ---- | ---- | ---- | ---- | ---- | ---- | ---- | ---- | --------- | ---- | --------- | ---- | ---- | ---- | ---- | ---- | ------ | ----- |
| 澳網   | A    | 1R   | 1R   | W    | W    | W    | F    | SF   | W    | A         | 2R   | A         | A    | A    | 3R   | W    | 2R   | 5 / 12 | 43–7  |
| 法網   | A    | A    | QF   | SF   | W    | F    | W    | A    | A    | A         | A    | A         | A    | A    | QF   | 3R   | SF   | 2 / 8  | 33–6  |
| 溫網   | A    | 2R   | W    | QF   | W    | A    | 2R   | A    | A    | A         | A    | A         | A    | 1R   | W    | QF   | QF   | 3 / 9  | 29–6  |
| 美網   | A    | 3R   | SF   | SF   | W    | A    | 3R   | QF   | QF   | A         | 3R   | A         | 1R   | F    | W    | SF   | W    | 3 / 13 | 47–9  |
| 年終賽 | A    | A    | QF   | QF   | QF   | W    | W    | A    | A    | A         | A    | A         | A    | A    | W    | SF   | SF   | 3 / 7  | 12–4  |

奪冠率 = 奪冠次數 / 參賽次數

### 混合雙打
| 賽事  | 1996 | 1997 | 1998–1999 | 2000 | 2001–2005 | 2006 | 2007–2012 | 2013 | 2014 | 2015 | 2016 | 2017 | 奪冠率 | 勝–負 |
| ----- | ---- | ---- | --------- | ---- | --------- | ---- | --------- | ---- | ---- | ---- | ---- | ---- | ------ | ----- |
| 澳網  | A    | A    | A         | A    | A         | W    | A         | A    | A    | W    | QF   | QF   | 2 / 4  | 14–2  |
| 法網  | QF   | A    | A         | A    | A         | 2R   | A         | A    | A    | 2R   | W    | 1R   | 1 / 5  | 9–3   |
| 溫網  | 2R   | QF   | A         | A    | A         | A    | A         | A    | QF   | W    | 3R   | W    | 2 / 6  | 17–4  |
| 美網  | SF   | A    | A         | QF   | A         | A    | A         | 1R   | A    | W    | 2R   | W    | 2 / 6  | 14–3  |
| 勝–負 | 6–3  | 3–1  | 0–0       | 2–0  | 0–0       | 6–0  | 0–0       | 0–1  | 2–1  | 14–1 | 9–3  | 12–2 | 7 / 21 | 54–12 |

奪冠率 = 奪冠次數 / 參賽次數

## WTA巡迴赛

### 单打冠军（43）
| 次數 | 日期       | 賽事                  | 場地 | 決賽對手               | 勝方比分                     |
| ---- | ---------- | --------------------- | ---- | ---------------------- | ---------------------------- |
| 1.   | 1996-10-13 | 德国菲尔德斯塔特      | 地毯 | （德国）               | 6-2 3-6 6-3                  |
| 2.   | 1996-11-10 | 美国奥克兰            | 地毯 | （美国）               | 6-2 6-0                      |
| 3.   | 1997-01-12 | 悉尼                  | 硬地 | 卡普利亞蒂（美国）     | 6-1 5-7 6-1                  |
| 4.   | 1997-01-26 | 澳网                  | 硬地 | 皮爾絲（法国）         | 6-2 6-2                      |
| 5.   | 1997-02-02 | 东京泛太平洋 一級賽   | 地毯 | 葛拉芙（德国）         | 對手賽前因傷退出             |
| 6.   | 1997-02-16 | 巴黎                  | 硬地 | （德国）               | 6-3 3-6 6-3                  |
| 7.   | 1997-03-30 | 迈阿密一級賽          | 硬地 | （美国）               | 6-2 6-1                      |
| 8.   | 1997-04-06 | 美國希尔顿头岛 一級賽 | 綠土 | （美国）               | 3-6 6-3 7-6                  |
| 9.   | 1997-07-06 | 溫布頓                | 草地 | 诺沃特娜（捷克）       | 2-6 6-3 6-3                  |
| 10.  | 1997-07-27 | 美國斯坦福            | 硬地 | 馬汀妮茲（西班牙）     | 6-0 6-2                      |
| 11.  | 1997-08-03 | 美國圣迭戈            | 硬地 | （美国）               | 7-6 6-4                      |
| 12.  | 1997-09-07 | 美网                  | 硬地 | 大威廉絲（美国）       | 6-0 6-4                      |
| 13.  | 1997-10-12 | 菲尔德斯塔特          | 地毯 | 雷蒙德（美国）         | 6-2 6-4                      |
| 14.  | 1997-11-16 | 费城                  | 地毯 | 黛文波特（美国）       | 7-5 6-7 7-6                  |
| 15.  | 1998-02-01 | 澳网                  | 硬地 | 馬汀妮茲（西班牙）     | 6-3 6-3                      |
| 16.  | 1998-03-15 | 印第安泉一級賽        | 硬地 | 黛文波特（美国）       | 6-3 6-4                      |
| 17.  | 1998-05-04 | 汉堡                  | 紅土 | 諾沃特娜（捷克）       | 6-3 7-5                      |
| 18.  | 1998-05-17 | 罗马一級賽            | 紅土 | 大威廉絲（美国）       | 6-3 2-6 6-3                  |
| 19.  | 1998-11-22 | WTA年終赛             | 硬地 | 黛文波特（美国）       | 7-5 4-6 6-4 6-2              |
| 20.  | 1999-01-31 | 澳网                  | 硬地 | （法国）               | 6-2 6-3                      |
| 21.  | 1999-02-07 | 东京泛太平洋 一級賽   | 地毯 | 科泽尔（南非）         | 6-2 6-1                      |
| 22.  | 1999-04-04 | 希尔顿头岛 一級賽     | 綠土 | 庫妮可娃（俄罗斯）     | 6-4 6-3                      |
| 23.  | 1999-05-16 | 柏林一級賽            | 紅土 | 德库吉斯（法国）       | 6-0 6-1                      |
| 24.  | 1999-08-08 | 圣迭戈                | 硬地 | 大威廉絲（美国）       | 6-4 6-0                      |
| 25.  | 1999-08-22 | 多伦多一級賽          | 硬地 | （美国）               | 6-4 6-4                      |
| 26.  | 1999-10-10 | 菲尔德斯塔特          | 地毯 | 皮爾絲（法国）         | 6-4 6-1                      |
| 27.  | 2000-02-06 | 东京泛太平洋 一級賽   | 地毯 | 泰斯蒂德（法国）       | 6-3 7-5                      |
| 28.  | 2000-04-02 | 迈阿密一級賽          | 硬地 | 黛文波特（美国）       | 6-3 6-2                      |
| 29.  | 2000-05-07 | 汉堡                  | 紅土 | （西班牙）             | 6-3 6-3                      |
| 30.  | 2000-06-25 | 荷蘭斯海尔托亨博斯    | 草地 | 德拉戈米尔（罗马尼亚） | 6-2 3-0 對手中途因傷退出     |
| 31.  | 2000-08-20 | 蒙特婁一級賽          | 硬地 | （美国）               | 0-6 6-3 3-0 對手中途因傷退出 |
| 32.  | 2000-10-08 | 菲尔德斯塔特          | 地毯 | （比利时）             | 6-0 6-3                      |
| 33.  | 2000-10-15 | 苏黎世一級賽          | 硬地 | 黛文波特（美国）       | 6-4 4-6 7-5                  |
| 34.  | 2000-10-29 | 莫斯科一級賽          | 地毯 | 庫妮可娃（俄罗斯）     | 6-3 6-1                      |
| 35.  | 2000-11-19 | WTA年终赛             | 地毯 | （美国）               | 6-7 6-4 6-4                  |
| 36.  | 2001-01-08 | 悉尼                  | 硬地 | 黛文波特（美国）       | 6-3 4-6 7-5                  |
| 37.  | 2001-02-18 | 多哈                  | 硬地 | 泰斯蒂德（法国）       | 6-3 6-2                      |
| 38.  | 2001-02-25 | 迪拜                  | 硬地 | 陶兹亚特（法国）       | 6-4 6-4                      |
| 39.  | 2002-01-13 | 悉尼                  | 硬地 | 绍内西（美国）         | 6-2 6-3                      |
| 40.  | 2002-02-03 | 东京泛太平洋 一級賽   | 地毯 | （美国）               | 7-6 4-6 6-3                  |
| 41.  | 2006-05-21 | 羅馬一級賽            | 紅土 | （俄羅斯）             | 6-2 7-5                      |
| 42.  | 2006-09-24 | 印度加爾各答          | 地毯 | 普奇科娃（俄羅斯）     | 6-0 6-4                      |
| 43.  | 2007-02-04 | 东京泛太平洋 一級賽   | 地毯 | （塞爾維亞）           | 6-4, 6-2                     |

### 双打冠军（37）
- 1995 (1) - 漢堡
- 1996 (2) - 温布尔登、蘇黎世一級賽
- 1997 (8) - 澳網、巴黎室內賽、萊比錫、美國希爾頓頭島一級賽、美國史丹福、聖迭戈、德國菲爾德斯塔特、蘇黎世一級賽
- 1998 (9) - 澳網、法網、溫布頓、美網、邁阿密一級賽、蒙特婁一級賽、雪梨、東京泛太平洋一級賽、洛杉磯
- 1999 (6) - 澳網、WTA年終賽、印第安泉一級賽、羅馬一級賽、英國依斯特本、邁阿密一級賽
- 2000 (7) - 法網、東京泛太平洋一級賽、WTA年終賽、菲爾德斯塔特、蘇黎世一級賽、費城、蒙特利爾一級賽
- 2001 (1) - 莫斯科
- 2002 (2) - 澳網、漢堡
- 2007 (1) - 多哈